# Versetto (organo)
Il versetto (o verso) per organo è una breve composizione utilizzata per intercalare i versetti di particolari testi liturgici, cantati sia in gregoriano, sia in polifonia, dei vespri e altri uffici liturgici (salmi, inni, Magnificat), o della messa (Kyrie, Gloria, Credo, Sanctus, Agnus Dei), secondo una prassi detta alternatim.

La prassi dei versetti per organo alternati al canto nella liturgia affonda le sue origini nel tardo medioevo. Praticata generalmente in forme improvvisative, essa non ha lasciato testimonianze scritte prima del XV secolo. Prime tracce di versetti per organo (Kyrie, Gloria, Magnificat) sono forse ravvisabili nel Codice Faenza 117, manoscritto compilato all'inizio del XV secolo. Esempi di versetti si trovano pure in manoscritti redatti in area germanica meridionale (Baviera, Austria) del XV secolo, tra cui il Buxheimer Orgelbuch (ca. 1450-70).

A partire dal XVI secolo i versetti diventano un genere del repertorio organistico, testimoniato in numerose fonti manoscritte o a stampa. Normalmente i versetti per organo sono raccolti in gruppi relativi al canto liturgico cui devono intercalarsi, oppure in gruppi sullo stesso tono (modo) gregoriano, da utilizzare in modo flessibile per alternarsi ai versetti dei salmi, degli inni, del Magnificat o di parti della messa, cantati non soltanto in gregoriano ma anche in polifonia.

## Italia
Tra i primi cicli completi di versetti, si ricordano le tre messe, gli otto inni più comuni e due Magnificat nell'Intabulatura d'organo, cioè misse, himni, Magnificat (Venezia, ca. 1543-1549) di Girolamo Cavazzoni, che pubblicò altri quattro inni e due Magnificat nella sua Intavolatura cioe recercari, canzoni, himni, Magnificat (Venezia, 1543). Le tre messe di Cavazzoni, come tutte quelle che saranno in seguito pubblicate da altri compositori, sono basate sul canto gregoriano delle più comuni domeniche dell'anno liturgico: la Messa Domenichalis o della domenica, (IX del Graduale romanum, nota anche come Orbis factor), Missa de Beata Virgine o della Madonna (XI del Graduale romanum, Cum jubilo) e la Missa Apostolorum o degli Apostoli (IV del Graduale romanum, Cunctipontens genitor Deus) . Altre raccolte di versetti di area veneziana sono le Messe d'intavolatura d'organo (Venezia, 1568) di Claudio Merulo, e le tre messe, conservate manoscritte, di Andrea Gabrieli.

Diversa dalle precedenti, l'organizzazione delle raccolte di versetti di due organisti attivi a Napoli: i Versi spirituali sopra tutte le note con diversi canoni spartiti per sonar negli organi, messe, vespere, et altri officii divini (Napoli, 1580) di Antonio Valente comprendono 43 versetti, raggruppati in base alla nota fondamentale del tono ("Sopra dell'Ut", "Sopra il Re" ecc.). Analoga struttura nei Cento versi sopra li otto finali ecclesiastici per rispondere a tutti i divini officij et in ogni altra sorte d'occasione di Giovanni Maria Trabaci, pubblicati nel suo Libro de ricercate,  &  altri varij capricci (Napoli, 1615). 

La pratica dei versetti «per rispondere al coro» viene illustrata in alcuni manuali pubblicati da religiosi. Il più noto è un trattato del monaco olivetano Adriano Banchieri, apparso nel 1605 e più volte ristampato fino al 1638, il cui frontespizio spiega estesamente il contenuto e la prassi, nuova per l'epoca, di suonare sopra un basso numerato: L'organo suonarino, entro il quale si pratica quanto occorrer suole agli suonatori d'organo, per alternar corista agli canti fermi in tutte le feste, et solennità dell'anno. Trasportato et tradotto dal canto fermo fidelissimamente, sotto la guida di un basso in canto figurato suonabile, et cantabile, et con intelligibile docilità diviso in cinque registri. Nel primo si concerta la santa messa, nel secondo gli salmi vesperini, nel terzo gli inni, nel quarto gli magnificat, et nel quinto le sacre lode di Maria Vergine, insieme vinti suonate in spartitura, et nel fine una norma, per conoscere ogni festa che hinno corre, et di che tuono sarà l'antifona del cantico Magnificat (Venezia, 1605). Non meno interessante il trattato del frate minore osservante ferrarese Bernardino Bottazzi, Choro et organo ... in cui con facil modo s’apprende in poco tempo un sicuro methodo per sonar su l’organo messe, antifone, e hinni sopra ogni maniera di canto fermo (Venezia, 1614), contenente diversi brani esemplificativi.

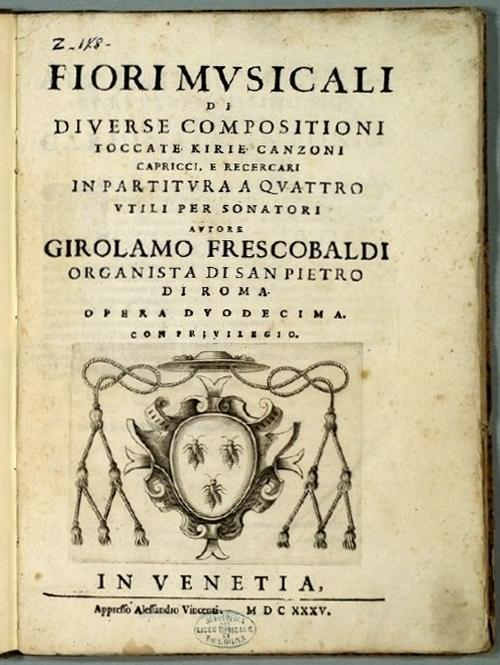
Girolamo, Frescobaldi, Fiori musicali (1635), frontespizio

Nel panorama del primo Seicento spiccano i versetti dell'organista della basilica vaticana Girolamo Frescobaldi: quelli degli inni "della Domenica" (Lucis creator optime), "dell’Apostoli" (Exsultet orbis gaudium), Iste confessor, Ave maris stella,  dei Magnificat del primo, secondo e terzo tono, pubblicati nel Secondo libro di toccate (Roma, 1627), e soprattutto i Kyrie-Christe-Kyrie delle messe "della Domenica", "dell'Apostoli" e "della Madonna", complete dei brani (toccate, canzoni, ricercari, capricci) da suonarsi "avanti la messa", "dopo l'epistola", "dopo il Credo", "per l'elevazione", e "dopo il postcomunio", raccolti e pubblicati nella raccolta Fiori musicali (Venezia, 1635).

In area napoletana verso la metà del Seicento vanno segnalati i Ricercari a 4 voci, canzoni francesi, toccate e versi per rispondere nelle messe con l'organo al choro, libro I (Napoli, 1641), di Giovanni Salvatore, autore anche di una Breve regola per rispondere con l'organo al choro, pubblicata in appendice alla terza edizione del manuale di Giovanni Battista Olifante Porta aurea sive directorium chori. Opera utilissima a chi desidera imparar di canto fermo (Napoli, 1641)
Dall'ambiente dei minori conventuali provengono due ampie raccolte di versetti ispirate nella loro struttura ai Fiori musicali di Frescobaldi: i Frutti musicali di messe tre ecclesiastiche per rispondere alternatamente al choro ... con cinque canzoni (Venezia 1642) del frate Antonio Croci, attivo a Modena; e l'Annuale che contiene tutto quello, che deve far un organista per risponder al choro tutto l'anno (Venezia, 1645) del frate Giovanni Battista Fasolo, attivo a Roma, Napoli e Palermo. L'opera contiene versetti organistici per il Te Deum, diciotto inni per le principali feste dell'anno, tre messe (comprendenti anche brani da suonare dopo l'epistola, all'offertorio, all'elevazione e al postcommunio), Magnificat negli otto toni, l'antifona Salve regina. oltre a ricercari, canzoni e capricci.
Alla fine del XVII secolo l'organista bolognese Giovanni Battista Degli Antonii pubblicò una raccolta di Versetti per tutti li toni tanto naturali, come trasportati, per l'organo (Bologna, 1687), seguita poi da una seconda serie di Versetti da organo per tutti li tuoni (Bologna, 1696). Il fratello Pietro Degli Antonii diede poi alle stampe l'opera Sonate e versetti per tutti li tuoni, tanto naturali, come trasportati, per l'organo da rispondere al coro (1712).

Nel corso del XVIII secolo, degne di note le raccolte di versetti di Domenico Zipoli, raggruppati per tono ecclesiastico, apparsi nella prima parte delle sue Sonate d’intavolatura per organo e cimbalo (Roma, 1716) e l′Intavolatura di centoquarantaquattro versetti di varia registratura, divisi ne dodeci tuoni piu frequentati dal coro di Paolo Benedetto Bellinzani (1728), conservata in un manoscritto dell'Archivio capitolare del Duomo di Pesaro, singolare testimonianza del variegato uso dei registri organistici in un organo italiano a due tastiere, appropriato allo stile dei brani, ormai lontano dai tradizionali procedimenti in contrappunto imitativo, in cui echeggia decisamente la musica strumentale e teatrale del tempo.

## Germania
All'inizio del XVI secolo, oltre alle magistrali elaborazioni del salisburghese Paul Hofhaimer e di Arnolt Schlick sul canto fermo dell'antifona Salve regina (in cinque parti) e di altri brani liturgici, si ricorda il Fundamentum (ca. 1520) di Hans Buchner, manuale per imparare ad elaborare un brano polifonico su canto fermo all'organo a due, tre e più voci, che contiene anche 50 brani esemplificativi (introiti, graduale, responsori, sequenze, inni, Magnificat, Kyrie, Gloria, Sanctus e Agnus Dei).

Manoscritte nella cosiddetta Intavolatura di Torino (compilata probabilmente ad Augusta, ca. 1637-40) ci sono pervenute raccolte di versetti per l'ordinarium e il proprium della messa de Apostolis e per i Magnificat nei vari toni di Hans Leo Hassler, e altri di Christian Erbach per messe, Magnificat, inni e sequenze.
La pratica del versetto per organo si adattò anche alle esigenze della chiesa evangelica luterana, sia del canto dei corali, che avevano una struttura strofica, sia di altri canti su testo latino, come Kyrie, Gloria, Credo, Magnificat, alcuni inni e salmi, che restarono in uso ancora nel XVII secolo, come vediamo testimoniato, per esempio, nella vasta raccolta della Tabulatura nova (1624) di Samuel Scheidt. La pratica del versetto ebbe un proprio sviluppo anche in relazione al canto dei corali. L'organista introduceva il canto con un preludio al corale che fungeva da intonazione e che divenne poi un genere organistico a sé stante. Il coro o l'assemblea cantava una strofa del corale, alternandosi all'organista, che suonava un versetto basato sulla melodia del corale. Da qui si diffuse il genere delle variazioni o partite sul corale, testimoniate nella produzione di grandi organisti, come Johann Pachelbel, Georg Böhm, Johann Gottfried Walther, Johann Sebastian Bach.

## Francia
I primi esempi di versetti organistici sono documentati in Francia in due raccolte stampate dall'editore Pierre Attaignant nel primo Cinquecento: la Tabulature pour le jeu d'orgues, espinettes et manicordions sur le plain chant de Cunctipotens et Kyrie Fons. Avec leurs Et in terra, Patrem, Sanctus et Agnus Dei (1531) e i Magnificat sur les huit tons avec Te Deum laudamus et deux preludes, le tout mys en tabulature des orgues (1530).

All'inizio del XVII secolo l'organista della cattedrale di Rouen, Jean Titelouze, diede alle stampe due importanti raccolte di versetti organistici: gli Hymnes de l'Église pour toucher sur l'orgue, avec les fugues et recherches sur leur plain-chant (1624), contenente i 12 inni più comuni dell'anno liturgico; e i Magnificat ou Cantique de la Vierge pour toucher sur l'orgue suivant les huit tons de l'Église (1626). Si tratta di brani scritti in stile contrappuntistico, utilizzando le tecniche del canto fermo e del canone.

Il radicale cambiamento dello stile della musica organistica francese dalla seconda metà del Seicento in avanti è riflesso a partire dai tre Livre d'orgue di Guillaume-Gabriel Nivers: il primo (1665) e il terzo (1675) presentano versetti negli otto toni ecclesiastici, mentre il secondo (1667) contiene versetti per messe e inni, e nelle successive di Nicolas Lebègue, Nicolas Gigault, André Raison, Jacques Boyvin, Nicolas de Grigny e altri, fino alla magistrale opera di François Couperin Pièces d'orgue consistantes en deux messes... (1690), «Pezzi per organo consistenti in due messe, una ad uso delle chiese parrocchiali e secolari, e l'altra ad uso dei conventi di religiosi e religiose». I versetti della musica francese sono caratterizzati da una scrittura stilisticamente varia, brillante ed espressiva, funzionale a valorizzare le possibilità offerte dai grandi organi dell'epoca a tre e quattro tastiere e da un'ampia gamma di registri. Vi si trovano assoli (récit) di particolari registri, al soprano, al basso o en taille (tenore-contralto col basso al pedale); duetti (duo), terzetti (trio), dialoghi (dialogue), fughe.

Nel corso del XVIII secolo alcuni importanti organisti pubblicarono raccolte di versetti per organo negli otto toni raggruppati in forma di suite, sempre caratterizzati da un cangiante uso di stile e di registrazione. Tra questi vanno almeno menzionati Louis-Nicolas Clérambault, Jean-François Dandrieu, Michel Corrette.

## Spagna
La prima e fondamentale testimonianza dei versetti composti in area iberica viene dalle opere per tastiera di Antonio de Cabezón, attivo nella prima metà del XVI secolo, pubblicate da Luis Venegas de Henestrosa nel Libro de cifra nueva para tecla, arpa y vihuela (1557) e postume dal figlio Hernando de Cabezón, nella raccolta Obras de música para tecla, arpa y vihuela (1578). Esse comprendono 32 inni, un Salve regina, 9 Kyrie e versetti per i salmi e per il Magnificat, scritti in uno stile contrappuntistico severo a due, tre , quattro parti. Altri esempi dell'epoca sono alcuni inni di Juan Bermudo e Francisco Palero.

Nel corso del XVII secolo la musica organistica spagnola sembra rivolgersi soprattutto all'elaborazione delle melodie degli inni (Pange lingua), delle sequenze (Lauda Sion) e dei canti devozionali (Todo el mundo) più popolari, come vediamo nell'opera di Francisco Correa de Arauxo Facultad organica (1626). Completamente assenti dal repertorio manoscritto o stampato i versetti per la messa. Rare le raccolte di versetti sui toni salmodici come i Versos de 6° tono di Joseph Jimenez o i Versos de 2° tono di Pablo Bruna. Innumerevoli sono le elaborazioni organistiche sul Pange lingua, come quelle di Sebastián Aguilera de Heredia, Jimenez, Bruna e altri, a testimonianza della popolarità di questo inno. Alcune melodie gregoriane vengono tuttavia elaborate all'interno dei tiento, il genere più praticato nella musica organistica spagnola, come vediamo chiaramente indicato nel Tiento sobre Ave maris stella di Juan Cabanilles, il maggiore compositore spagnolo per organo della seconda metà del XVII secolo.